# Uràzovo
Uràzovo - Уразово (rus) - és un poble (un possiólok) de l'óblast de Bélgorod, a Rússia. El 2021 tenia 6.571 habitants. Pertany al districte (raion) de Valuiki.